# Joseph Hillel Silverman
Joseph Hillel Silverman (Nova Iorque, 27 de março de 1955) é um matemático estadunidense.

## Publicações
- ———; Hindry, M., Diophantine geometry: An introduction, ISBN 0-387-98981-1.
- ———; Hoffstein, J.; Pipher, J., An introduction to mathematical cryptography, ISBN 978-0-387-77993-5.
- ———, The arithmetic of elliptic curves, ISBN 0-387-96203-4.
- ———, Advanced topics in the arithmetic of elliptic curves, ISBN 0-387-94328-5.
- ———, The arithmetic of dynamical systems, ISBN 978-0-387-69903-5.
- ———, A friendly introduction to number theory, ISBN 978-0-13-186137-4.
- ———; Tate, J., Rational points on elliptic curves, ISBN 0-387-97825-9.